# Rattus richardsoni
Rattus richardsoni є видом пацюків з Індонезії.

## Середовище проживання
Цей вид відомий лише з трьох місцевостей у двох районах острова Нова Гвінея (з Індонезії). Він зустрічається в Центральних Кордильєрах провінції Папуа, Індонезія, де він був зафіксований з озер Хаббема і гори Вільгельміна, а також з гори Джая. Ці області — дві з останніх областей з льодовиковим покривом на Новій Гвінеї. Вид займає діапазон висот від 3225 до 4500 м над рівнем моря. Зустрічається в районах альпійських чагарників і купин, часто між скелями та іншим покривом.

## Загрози й охорона
Вважається, що цей високогірний вид перебуває під загрозою впливу збільшення частоти пожеж, спричиненого глобальним потеплінням. В одній із заповідних територій, де пацюк знайдений, ведеться видобуток корисних копалин. У деяких частинах ареалу тварин передують мисливські собаки.
Цей вид був зафіксований із заповідних територій (наприклад, Національний парк Лоренца). Інші райони відповідного льодовикового середовища існування мають бути обстежені, щоб виявити додаткові популяції цього виду з обмеженим ареалом.